# Franz Eher
Franz Xaver Josef Eher (* 28. April 1851 in München; † 22. Juni 1918 ebenda) war ein deutscher Journalist und antisemitischer Verleger, dessen am 6. Dezember 1901 gegründeter Franz-Eher-Verlag ab 1920 nach Verkauf zum Parteiverlag der NSDAP wurde.

## Leben

### Familie und journalistische Anfänge
Eher war der Sohn des Kammmacher-Meisters Franz Xaver Eher und dessen Frau Magdalena Wiedermann, der Tochter eines Maschinenschlossers. Der Vater betrieb einen Laden im Ruffinihaus in der Sendlingergasse 13 in der Münchener Altstadt. Anders als verschiedentlich behauptet, war Eher kein Österreicher. Grund für diese Falschinformation war die Tatsache, dass er entgegen dem Wunsch seines Vaters das Geschäft nicht übernehmen wollte und stattdessen sieben Jahre lang als Redakteur der Neuen Freien Presse in Wien arbeitete, ein Blatt, das er später heftig für dessen „corrupte Verhältnisse“, „journalistischen Jargon“, seinen „lächerlichen“ Wirtschaftsteil und ein „Conglomerat von Unwahrheiten“ angriff. Offenbar war Eher 1885 an Bestrebungen beteiligt, in Wien eine Zeitung mit „deutschnationaler“ Tendenz zu gründen und war Sympathisant des damals neu gegründeten, antisemitischen Deutschen Lesevereins (Deutschen Clubs), der von dem Volkskundler und erklärtem Judenfeind Josef Pommer beeinflusst war. Später wechselte Eher zum Berliner Lokalanzeiger. In Berlin heiratete er 1895 Friederike Hirsch aus Ruß im Memelgebiet und kehrte auf Wunsch seines Vaters 1897 nach München zurück. 

### Arbeit als Verleger und Redakteur desMünchener Beobachters
Nach dem Tod des Vaters gründete Eher zusammen mit dem Münchener Druckereibesitzer Johann Naderer 1899 das Fachblatt Der Bayerische Metzgermeister, finanziert aus dem Verkauf des elterlichen Ladengeschäfts. Ab dem 2. Februar 1900 wurde die Branchen-Zeitung im Umfang „wesentlich vergrößert“, was ihre Auflage und Bedeutung erhöhte. Eher war jedoch nur bis „zum Ende des Jahrgangs“ an dem Blatt beteiligt, ab 1901 übernahm Naderer Redaktion und Verlag. Nach dessen Tod am 4. Februar 1912 ging der Verlag ins Eigentum von Naderers Schwiegersohn Georg Unger über.
Fast zeitgleich mit dem Verlag des Bayerischen Metzgermeister hatte Eher gemeinsam mit dem ehemaligen Schankwirt Anton Kaiser, dem Sohn eines „Krämers“ (* 25. April 1857), im März 1900 von Naderer den Münchener Beobachter – Unabhängige Tageszeitung. Organ der östlichen Stadttheile übernommen (die Redaktion war in der Comeniusstraße 8 in München-Haidhausen ansässig). Kaiser war bereits seit 1896 dort als leitender Redakteur tätig. Anfänglich firmierte der Verlag unter „Anton Kaiser und Frz. Jos. Eher“. Allerdings zahlte Eher seinen Partner schon bald aus und wurde damit alleiniger Inhaber. Ab der Nummer 14 vom 8. April 1900 ist er im Impressum auch als „Verlagseigenthümer und verantwortlicher Redakteur“ aufgeführt. Den Druck der Zeitung übernahm weiterhin Johann Naderer. Erst am 2. Dezember 1901 ließ Franz Eher, der mittlerweile in der Pfarrstraße 5 im Münchener Stadtteil Lehel wohnte, seinen Verlag beim Handelsgericht unter seinem Namen eintragen (Registergericht Bd. III/Nr. 125).
Bis zu Ehers Tod blieb die Zeitung politisch unbedeutend und wurde in kleiner Auflage im Straßenverkauf vertrieben. Die Richtung seines Blattes bezeichnete Eher selbst als „unparteiisch, aber nicht farblos“ und versprach seinen Lesern, „den Boden einer gut bürgerlichen Zukunft zu bereiten“. Zeitweise soll Eher unter dem Pseudonym „Xaver Bälder“ geschrieben haben.
1899 sollen rund 2000 Exemplare verkauft worden sein, 1907 nur noch 1000. Weil sich Eher mit Georg Unger zerstritten hatte, ließ er die Zeitung ab Januar 1907 in der Druckerei von Josef Gäßler herstellen. Da Gäßlers Betrieb den Münchener Beobachter im Handsatz herstellte, dauerte die Produktion drei Tage. Erst 1909 schaffte sich Gäßler eine Setzmaschine an, die die Arbeit in sechs Stunden erledigte. Im Ersten Weltkrieg erschien die Zeitung immer seltener, ab 1915 drei Mal monatlich, ab 1916 zwei Mal monatlich. 1917 wechselte abermals die Druckerei („F. Fischer in der Klenzestraße“), was zu einer mehrwöchigen Publikations-Pause führte. Nach dem Tod Ehers am 22. Juni 1918 führte seine Witwe den Verlag zunächst weiter, bevor sie die Lizenz für den Münchener Beobachter an den Rechtsextremen Rudolf von Sebottendorf veräußerte.

### Journalistische Arbeiten
Ab 1899 verfasste Eher unter dem Kürzel „Frz.Ee.“ für den Münchener Beobachter zahlreiche Theaterkritiken („Aus dem Münchener Bühnenleben“), in denen er sich speziell von Richard Wagners Musikdramen beeindruckt zeigte. Das Münchener Nachtleben kritisierte er als sittenlos und sprach von der „besseren Gesellschaft“, die sich „mit halbnackten Redouten-Weibern“ etwa im Café Luitpold amüsiere.
Unter dem Titel „Die reichshauptstädtische Tagespresse Oesterreichs – Reminiscenz eines Kenners“ erinnerte sich Eher an seine Wiener Zeit und warf seinem alten Arbeitgeber, der Neuen Freien Presse, „unerträglichen Terrorismus auf dem Gebiete der Kunst und Literatur“ vor. Die anderen österreichischen Blätter nannte er „Meinungsvergifter“. Als „Privatier Xaverl Grandlhauer“ beschrieb er eine Reise über Passau und Linz nach Wien und Budapest. In dem Text stellte er in Wien eine „Krähwinkelruhe“ fest, bezeichnete die Stadt als „unendliches Ghetto“ und äußerte sich abfällig über den jüdischen Geschäftssinn: „Wehe dem Unvorsichtigen, der es heute noch unternehmen sollte, mit einem Überzieher oder Pläde (Plaid) über den Arm gelegt, hier 'durchzugehen', es werden gleich ein paar angehende Straßenraub-Zöglinge herspringen: Nix zu schachern, nix zu handeln!“
Außerdem berichtete er von einem „Osterurlaub“ in Griechenland und widmete sich, ebenfalls als „Xaver Grandlbauer am Stammtisch“, im bayerischen Dialekt vorzugsweise Anekdoten aus der Münchener Geschichte und Politik.

### Antisemitismus und „völkische“ Agitation imMünchener Beobachter
Das Blatt stand der Regierung des Reichskanzlers Bernhard von Bülow ebenso skeptisch gegenüber wie Kaiser Wilhelm II. und überhaupt der preußischen Vorherrschaft im Kaiserreich. Berlin wurde als „rückständigste Stadt der Welt“ bezeichnet, der Reichstag heftig attackiert: Von einem „tristen Nebel, der uns jetzt umgibt“ war die Rede, der eines Tages von einem „Völkerfrühling“ abgelöst werde. Gelegentlich veröffentlichte Eher betont antisemitische Artikel, so in Nr. 28 vom 9. Juli 1905 unter der Überschrift „Unsere verjudete Gemeindeverwaltung“ des Autors „ek“: „Wenn man noch nicht wüsste, von welchem Geiste unser Stadtmagistrat, so könnte einem die stets zunehmende Zahl der jüdischen Lieferanten der Stadt darüber Aufklärung verschaffen. Während die christlichen Geschäfte Münchens sich bei so und so vielen Submissionen erfolglos beteiligen können, ohne auch nur einmal einen lohnenden Auftrag für die Stadt erlangen zu können, brauchen Juden auch nur ein Geschäft aufzutun, um sofort städtische Lieferungen zu erhalten.“
Schon 1908 kommentierte die Zeitung die „Judenfrage“ unter der Überschrift „Antisemitisch und Nationalsozial“ Darin schreibt der ungenannte Autor, mutmaßlich Eher selbst: „Ich bestreite ja nicht, dass auch ein Jude die Fähigkeit haben kann, deutsch-national und nationalsozial zu denken und handeln zu können, aber die es können und tun, sind weiße Raben und jedenfalls sollen sie sich in keiner Weise vordrängen, denn sie schrecken nur ab.“ Er habe bisher „erst einen Juden“ kennen gelernt, so der Verfasser, der „die verhängnisvolle und verderbliche Wirksamkeit seiner Volksgenossen“ „offen und ehrlich eingestanden“ habe (möglicherweise Otto Weininger gemeint). Außerdem ruiniere „der Jude“ im Großen und Ganzen „jede Vereinigung, der er sich anschließt“.
Unter dem Titel Völkischer Beobachter wurde die Zeitung ab 1920 das „Kampfblatt“ der NSDAP.